# Låt leva-priset
Låt leva-priset var ett årligt pris som delades ut av tidningen Arbetets Låt leva-fond från 1978.

## Pristagare
- 1978 – Alva Myrdal
- 1979 – Lasse Berg och Lisa Berg
- 1980 – Mary Andersson[2]
- 1981 – Lech Walesa[3]
- 1982 – Bruno Kreisky[4]
- 1983 – Rehabiliteringscentret för tortyroffer i Köpenhamn (Inge Genefke, grundare)[5]
- 1984 – United Democratic Front (Sydafrika)[6]
- 1985 – Rolf Edberg[7]
- 1986 – Ivar Lo-Johansson[8]
- 1987 – Olof Palme (postumt)[4]